# Le Bélieu
Le Bélieu ist eine französische Gemeinde mit 512 Einwohnern (Stand: 1. Januar 2022) im Département Doubs in der Region Bourgogne-Franche-Comté.

## Geographie
Le Bélieu liegt auf 995 m, sieben Kilometer nordnordöstlich von Morteau und etwa 15 km westlich der Stadt La Chaux-de-Fonds (Luftlinie). Das Dorf erstreckt sich im Jura, an aussichtsreicher Lage an einem nach Süden exponierten Hang im äußersten Südwesten des Hochplateaus von Maîche, am Südwestrand des Höhenzuges von Le Mémont. Das Gemeindegebiet gehört zum Regionalen Naturpark Doubs-Horloger.
Die Fläche des 10,72 km² großen Gemeindegebiets umfasst einen Abschnitt des französischen Juras. Der südliche Teil des Gebietes wird vom Hochplateau von Maîche eingenommen, das durchschnittlich auf 920 m liegt. Es ist überwiegend von Wies- und Weideland bestanden, zeigt aber auch einige Waldflächen. Die Mulde bei Sous Réaumont weist ein größeres Moorgebiet auf. Vom Plateau erstreckt sich das Gemeindeareal nordwärts über den Hang von Le Bélieu auf den Höhenrücken von Le Mémont, der durch ein Tälchen in zwei Kämme aufgeteilt ist. Auf dem östlichen Kamm wird im Bois Banal mit 1043 m die höchste Erhebung von Le Bélieu erreicht. Dieser Höhenzug bildet in geologisch-tektonischer Hinsicht eine Antiklinale des Faltenjuras und ist gemäß der Streichrichtung des Gebirges in dieser Region in Richtung Südwest-Nordost orientiert. Nach Westen reicht der Gemeindeboden über den Sattel von Les Richard bis auf die Anhöhe von Percerot (1020 m).
Zu Le Bélieu gehören neben dem eigentlichen Ort auch verschiedene Weiler und Einzelhöfe, darunter:
- Sous Réaumont (927 m) am Rand des Plateaus von Maîche am Südfuß des Bois Banal
- Maisons Derrière (922 m) am Rand des Plateaus von Maîche am Südfuß des Bois Banal
- Les Richard (945 m) auf dem Passübergang zwischen dem Val de Morteau und dem Becken von Vennes
- Le Petit Bélieu (1020 m) auf dem Höhenrücken oberhalb des Dorfes

Nachbargemeinden von Le Bélieu sind Guyans-Vennes und La Bosse im Norden, Le Bizot im Osten, Noël-Cerneux und Les Fins im Süden sowie Fournets-Luisans und Fuans im Westen.

## Geschichte
Zu Beginn des 14. Jahrhunderts wurde auf dem Kamm des Bois Banal östlich von Le Bélieu die Burg Réaumont erbaut. Das Dorf gehörte somit zur Herrschaft Réaumont, die unter der Oberhoheit der Herren von Montfaucon, ab dem 15. Jahrhundert unter derjenigen der Grafen von Montbéliard stand. Nachdem die Burg Réaumont 1639 von Truppen des Herzogs Bernhard von Sachsen-Weimar zerstört worden war, wurde das benachbarte Le Bizot zum Sitz der Herrschaft. Zusammen mit der Franche-Comté gelangte Le Bélieu mit dem Frieden von Nimwegen 1678 an Frankreich.
Mit 1. Januar 2009 erfolgte eine Änderung der Arrondissementszugehörigkeit der Gemeinde. Bislang zum Arrondissement Montbéliard gehörend, kamen alle Gemeinden des Kantons zum Arrondissement Pontarlier.

## Sehenswürdigkeiten

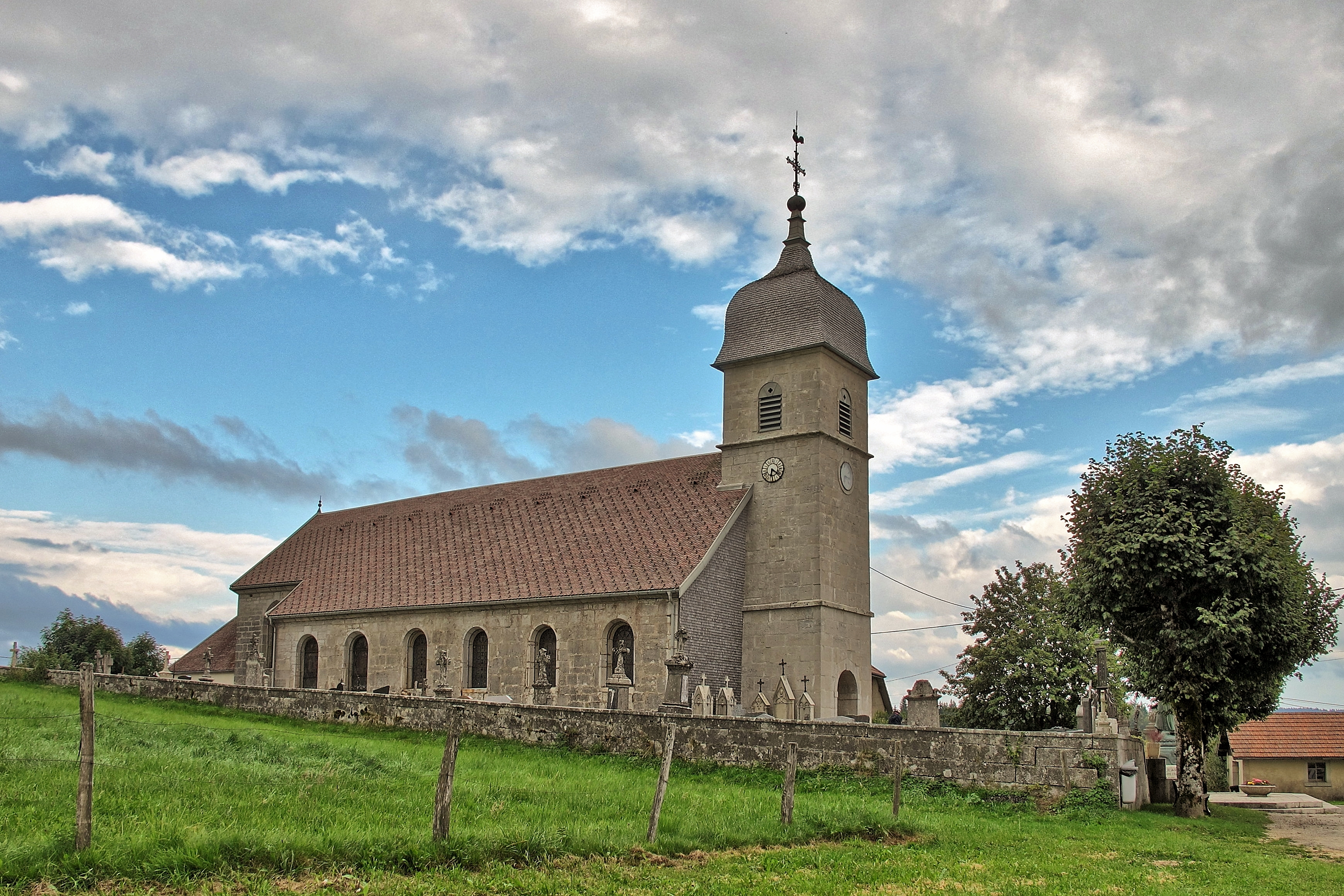
Kirche Saint-François d’Assise

Die Kirche Saint-François d’Assise wurde 1629 erbaut und besitzt eine reiche Ausstattung, darunter einen vergoldeten Hauptaltar aus Holz aus dem 18. Jahrhundert und eine Kanzel aus dem 18. Jahrhundert. Im Ortskern und auf den Jurahöhen befinden sich verschiedene Bauernhäuser aus dem 18. Jahrhundert im charakteristischen Stil der Franche-Comté. Von der mittelalterlichen Burg Réaumont sind nur noch wenige Ruinen erhalten.

## Bevölkerung
| Jahr                       | 1962 | 1968 | 1975 | 1982 | 1990 | 1999 | 2006 | 2016 |
| Einwohner                  | 213  | 201  | 174  | 212  | 249  | 272  | 286  | 443  |
| Quellen: Cassini und INSEE |      |      |      |      |      |      |      |      |

Mit 512 Einwohnern (Stand 1. Januar 2022) gehört Le Bélieu zu den kleinen Gemeinden des Département Doubs. Nachdem die Einwohnerzahl in der ersten Hälfte des 20. Jahrhunderts deutlich abgenommen hatte (1901 wurden noch 350 Personen gezählt), wurde seit Mitte der 1970er Jahre wieder ein kontinuierliches Bevölkerungswachstum verzeichnet.

## Wirtschaft und Infrastruktur
Le Bélieu war bis weit ins 20. Jahrhundert hinein ein vorwiegend durch die Landwirtschaft (Viehzucht und Milchwirtschaft) und Forstwirtschaft geprägtes Dorf. Daneben gibt es heute einige Betriebe des lokalen Kleingewerbes. Mittlerweile hat sich das Dorf auch zu einer Wohngemeinde gewandelt. Viele Erwerbstätige sind deshalb Wegpendler, die in den umliegenden größeren Ortschaften ihrer Arbeit nachgehen.
Die Ortschaft liegt abseits der größeren Durchgangsstraßen, ist aber von der Hauptstraße D461 (Besançon-Morteau) leicht erreichbar. Weitere Straßenverbindungen bestehen mit Les Fins, La Bosse und Narbief.